# 1-я отдельная смешанная чехословацкая авиадивизия
1-я отдельная смешанная чехословацкая авиадивизия (чеш. 1. československá smíšená letecká divize, словац. 1. česko-slovenská zmiešaná letecká divízia) — формирование (соединение, дивизия) Военно-воздушных сил СССР, участвовавшее в Великой Отечественной войне.
Состояло из чешских, словацких, русских и карпато-украинских лётчиков.

## Краткая история
Авиадивизия образована на основе 1-го отдельного истребительного авиаполка в декабре 1944 года в составе двух истребительных и одного штурмового авиаполков (всего 99 самолётов и 114 пилотов), а также подразделений обеспечения.
Принимала активное участие в Моравско-Остравской и Западно-Карпатской операциях, поддерживая с воздуха словацких партизан и войска (силы) Красной Армии, боровшиеся в Словакии. Также участвовала в освобождении Праги.

## Основное вооружение
- Ла-5
- Ил-2

## В составе
- 2-я воздушная армия, с декабря 1944 года, аэродром Проскуров;
- 8-я воздушная армия, с февраля 1945 года; 13 апреля 1945 год дислокация аэропорт Поремба.